# Asplenium asterolepis
Asplenium asterolepis är en svartbräkenväxtart som beskrevs av Ren-Chang Ching. Asplenium asterolepis ingår i släktet Asplenium och familjen Aspleniaceae. Inga underarter finns listade.